# Sirocco
Sirocco — річковий газовий танкер для перевезення зрідженого нафтового газу (ЗНГ). Перший у світі ЗНГ-танкер з енергетичною установкою, розрахованою на використання зрідженого природного газу (ЗПГ).
Споруджений на верфі Shipyard Constructions Hoogezand Nieuwbouw B.V. у Нідерландах та переданий замовнику — люксембурзькій Chemgas Barging — у вересні 2014 року. Судно має 6 вантажних танків загальним об'ємом 2620 м3.
Енергетична установка складається з основного двигуна потужністю 1,3 МВт та двох допоміжних загальною потужністю 0,4 МВт. Можливе використання як традиційних нафтопродуктів, так і ЗПГ. Останнє дає змогу значно скоротити викиди шкідливих речовин (сполуки сірки, а також оксиди азоту та діоксид вуглецю).
Судно є частиною проекту по використанню ЗПГ для навігації по водному шляху Рейн-Майн-Дунай, який підтримується Європейським Союзом.